# Fernand Verdeille
Fernand Verdeille, né le 26 septembre 1906 à Penne (Tarn) et mort le 19 octobre 1974 à Paris, est un homme politique français. 

## Biographie
Instituteur à partir de 1926 - nommé pour son premier poste à Bruniquel -, il s'engage dans l'action syndicale et politique, au sein de la SFIO. En 1938, il abandonne l'enseignement pour se consacrer à sa Librairie des écoles à Albi.
Il combat en Alsace lors de la Seconde Guerre mondiale et participe ensuite à la Résistance, réorganisant la fédération de la SFIO clandestine.
Il siège au conseil général du Tarn à partir de septembre 1945, puis au Conseil de la République en décembre 1946 : il s'y distinguera comme spécialiste des problèmes cynégétiques. En 1964, il est ainsi l'auteur de la loi relative à l'organisation des associations communales et intercommunales de chasse agréées.
Il est élu maire de Penne en 1947, puis de Vaour en 1965. Il avait épousé Suzanne Comas (1918-2010).

## Détail des fonctions et des mandats
Mandat parlementaire
- 8 décembre 1946 - 19 octobre 1974 : Sénateur du Tarn

Mandats locaux
- septembre 1945 - 19 octobre 1974 : Conseiller général du Tarn
- octobre 1947-1965 : Maire de Penne
- 1965-1974 : Maire de Vaour